# Mikhail Vasilyevich Kuznetsov
Mikhail Vasilyevich Kuznetsov (tiếng Nga: Михаи́л Васи́льевич Кузнецо́в; 7 tháng 11 [lịch cũ 25 tháng 10] năm 1913 - 15 tháng 12 năm 1989) là một phi công trong Lực lượng Không quân Liên Xô trong Thế chiến thứ hai, người đã hai lần được phong tặng danh hiệu Anh hùng Liên Xô.

## Giải thưởng
- Hai lần Anh hùng Liên Xô (8 tháng 9 năm 1943 và 27 tháng 6 năm 1945)
- Huân chương Lenin (8 tháng 9 năm 1943)
- Bốn Huân chương Cờ đỏ (26 tháng 2 năm 1942, 28 tháng 2 năm 1943, 24 tháng 4 năm 1945 và 3 tháng 11 năm 1953)
- Huân chương Bogdan Khmelnitsky lớp 2 (23 tháng 9 năm 1943)
- Huân chương Chiến tranh Vệ quốc hạng 1 (11 tháng 3 năm 1985)
- Hai Huân chương Sao Đỏ (3 tháng 12 năm 1941 và 20 tháng 6 năm 1949)
- Huân chương Cờ đỏ Lao động (22 tháng 2 năm 1968)